# Xã Grim, Michigan
Xã Grim (tiếng Anh: Grim Township) là một xã thuộc quận Gladwin, tiểu bang Michigan, Hoa Kỳ. Năm 2010, dân số của xã này là 136 người.